# 울보 권투부
"울보 권투부"(A Crybaby Boxing Club)는 한국에서 제작된 이일하 감독의 2014년 다큐멘터리 영화이다. 도꾜 조선 중고급학교 권투부 등이 주연으로 출연하였다.

## 출연

### 주연
- 도꾜 조선 중고급학교 권투부
- 김상수

## 기타
- 제작: 익스포스 필름
- 촬영부: 박기준
- 촬영부: 노상걸
- 촬영부: 윤정민
- 조연출: 박기준
- 믹싱: 노영래
- 사운드슈퍼바이저: 정아름
- 타이틀디자인: 유협섭
- 광고디자인: 최지웅
- 광고디자인: 박동우
- 광고디자인: 이동형
- 일러스트: 송철운
- 내레이션: 김춘아
- 캘리그라피: 김민정
- 한국어번역: 이일하
- 한국어번역: 한승보
- 한국어번역: 윤정민
- 한글자막검수: 이정은
- 한글자막검수: 신승만
- 자막: 원승환
- DCP: 노재원
- 배급마케팅총괄: 곽용수
- 국내배급: 김인화
- 국내배급: 김다정
- 국내배급: 김화범
- 국내배급: 황수진
- 해외배급: 곽미현
- 해외배급: 최효주
- 홍보마케팅: 김지희
- 홍보마케팅: 김슬기
- 홍보마케팅: 이윤상
- 예고편: 김익진
- 예고편: 박동신